# António do Espírito Santo
António do Espírito Santo, O.C.D. (Montemor-o-Velho, 1632 – Luanda, 12 de Janeiro de 1674) foi um prelado português, bispo de Angola e Congo.
Foi ordenado padre pela Ordem dos Carmelitas Descalços. Foi nomeado bispo de Angola e Congo em 14 de Novembro de 1672, sendo confirmado em 8 de Janeiro de 1673, onde ficou até a sua morte um ano mais tarde, em 1674.